# Nessuno al mondo
Nessuno al mondo è il terzo album di Peppino di Capri, pubblicato nel 1960.

## Descrizione
Racchiude una serie di successi incisi dal giovane artista tra il 1959 e il 1960, tra cui appunto Nessuno al mondo, versione italiana del brano No Arms Can Ever Hold You (Like These Arms of Mine) composto da Art Crafer e Jimmy Nebb, interpretato originariamente da Jeffrey Clay, Georgie Shaw e poi da Diane Ray, che rimase uno dei più grandi successi del cantante partenopeo.
Vi sono poi altri brani noti come Luna caprese rielaborazione di un classico napoletano del 1954, A pianta 'e stelle (di Lombardi e Palomba), Freva (di Mario Calderazzi e Pacifico Vento) e Forget Me?, pubblicato l'anno precedente.
La copertina raffigura Peppino mentre "vola" in cielo, accanto vi è il nome dell'artista a firma e il titolo del disco, nella parte bassa vi sono i Rockers seduti su un prato.
Anche questo disco riscosse molto successo, rimanendo uno dei più venduti del 1960.
Quest'album non è mai stato ripubblicato in CD.

## Tracce
LATO A
1. Nessuno al mondo (testo di Art Crafer; musica di Jimmy Nebb; testo italiano di Mauro Gioia e Nino Rastelli)
2. Freva (testo di Mario Calderazzi; musica di Pacifico Vento)
3. Viene vicino a mme (testo di Raffaella Mura; musica di Gastone Motta)
4. Ch'aggia ffà (testo di Mario Cenci; musica di Giuseppe Faiella)
5. Sì turnata (testo di Ettore de Mura;musica di Mario De Angelis)
6. Chissà pecchè (testo di Giuseppe Faiella e Ettore Lombardi; musica di Ettore Lombardi e Gino Mazzocchi)
7. Luna caprese (testo di Augusto Cesareo; musica di Luigi Ricciardi)

LATO B
1. Lady (testo di Idalgo Franchini; musica di Cosimo Di Ceglie)
2. Vicino 'o mare (testo di Mario Cenci e Giuseppe Faiella; musica di Giuseppe Faiella e Gino Mazzocchi)
3. At Capri you'll find the fortune (testo e musica di Mario Calderazzi)
4. Io tremmo (testo di Lello Caravaglios; musica di Alfredo Pappone)
5. Forget me? (testo di Ettore Lombardi; musica di Gino Mazzocchi)
6. A pianta 'e stelle (testo di Salvatore Palomba; musica di Ettore Lombardi)
7. Mai dire mai (testo di Giancarlo Testoni; musica di Aldo Salvi)

## Formazione
- Peppino di Capri: voce, pianoforte
- Ettore Falconieri: batteria
- Mario Cenci: chitarra elettrica, cori
- Pino Amenta: contrabbasso, cori, flauto (in Vicino 'o mare)
- Gabriele Varano: sax, cori